# Ghiacciaio Swann
Il ghiacciaio Swann (in inglese Swann Glacier) è un ghiacciaio situato sulla costa di Lassiter, nella parte sud-orientale della Terra di Palmer, in Antartide. Il ghiacciaio, il cui punto più alto si trova a circa 620 m s.l.m., fluisce in direzione est, scorrendo tra i monti Werner, a nord, e i monti Playfair, a sud, fino a entrare nell'insenatura di Wright, a nord del monte Tricorn.

## Storia
Il ghiacciaio Swann fu scoperto da alcuni membri del Programma Antartico degli Stati Uniti d'America di stanza alla base Est nel 1939-41 durante una ricognizione aerea del dicembre 1940. Nel 1947 il ghiacciaio fu mappato da una squadra formata da membri della Spedizione antartica di ricerca Ronne, 1947-48, comandata da Finn Rønne, che poi lo mapparono da terra assieme a cartografi del British Antarctic Survey, che all'epoca si chiamava ancora Falkland Islands and Dependencies Survey (FIDS). Proprio Ronne lo ribattezzò così in onore di W. F. G. Swann, direttore della Fondazione di Ricerca Barthol del Franklin Institute di Swarthmore, in Pennsylvania, come ringraziamento per i suoi contributi alla spedizione.